# Maximiliano Pérez (calciatore 1995)
Elbio Maximiliano Pérez Azambuya, noto semplicemente come Maximiliano Pérez (Montevideo, 8 ottobre 1994), è un calciatore uruguaiano, attaccante dell'Ayacucho.

## Caratteristiche tecniche
È un centravanti.

## Carriera
Cresciuto nel settore giovanile del Defensor Sporting, nel 2017 è stato ceduto in prestito al Boston River. Ha debuttato fra i professionisti il 25 febbraio 2017 disputando l'incontro di Primera División Profesional perso 1-0 contro il Racing Montevideo. Al termine della stagione è stato riscattato. Dopo altre due stagioni fra le file del club rossoverde, nel 2020 è passato all'Alianza Petrolera.